# GTV倉渕川浦中継局
GTV倉渕川浦中継局（ジーティーブイくらぶちかわうらちゅうけいきょく）は、群馬県高崎市（旧倉渕村）に置かれていた群馬テレビのテレビ中継局。

## 概要
- 当中継局は、高崎市倉渕町川浦字小倉の中央小学校北方に置かれ、市内倉渕町の一部地域へ電波を発射していた。
- なお、かつてはNHKも中継局を置いていた。詳細は、NHK高崎川浦中継局に記述する。

## 送信施設概要

### アナログ放送
| 放送局名      | チャンネル | 空中線電力        | ERP               | 放送対象地域 | 放送区域内世帯数 | 偏波面   |
| GTV群馬テレビ | 34ch       | 映像3W /音声750mW | 映像7W /音声1.75W | 群馬県       | 不明             | 垂直偏波 |

- 2011年7月24日の停波を以って廃局となった。

### デジタル放送
- 非該当である。